# Familles Alleman
Pour les articles homonymes, voir Alleman.
Le patronyme Alleman, que l'on peut trouver dans les documents anciens sous les formes Allamandi, Alamandi, Allemand, Allaman, Allamand, Alamand, ou Lallemant et ses variantes, est ou a été porté par de nombreuses familles françaises, parmi lesquelles figurent plusieurs familles nobles.

## Alleman
- Famille Alaman, originaire de Penne (Tarn), dans le comté de Toulouse, XIIe au XIVe siècle ;
- Famille Alleman (Alamandi, Allemand), originaire de l'Isère, dans le Dauphiné, XIIIe au XVIe siècle[1] ;
- Famille Alleman de Mirabel :
  - première famille : originaire de Mende (Lozère), dans le Gévaudan, XIVe au début du XVIe siècle ;
  - seconde famille : nom repris par voie cognatique par une branche cadette de la famille de Claret, originaire de Saint-Félix-de-Pallières, dans le Gard, XVe au XVIIe siècle[1].

## Lallemant
- Famille Lallemant, originaire de Bourges (Cher), dans le Berry, XVe au début du XVIIe siècle ;
- Famille Lallemant, originaire de Châlons-en-Champagne (Marne), puis établie à Paris, seigneurs de Lévignen, de Betz, de Nantouillet, XVIe au XIXe siècle.